# Валерий Минко
Валерий Минко е бивш руски футболист, защитник. Дълги години играе за отбора на ЦСКА Москва. Има 4 мача за руския национален отбор.

## Кариера
Валерий Минко започва кариерата си в Динамо Барнаул. През 1989 г. преминава в ЦСКА Москва, след като е забелязан по време на приятелски мач между „армейците“ и юношеския национален отбор. Дебютира за първия тим на ЦСКА през 1991 г., като записва 8 мача през сезона. Същата година става шампион на страната и носител на купата.
Става част от основния състав през 1992 г., след като повечето титуляри на тима напускат. Валерий се налага отдясно на отбраната на фона на ротациите в центъра на отбораната, където са капитанът Евгений Бушманов, а после и Сергей Мамчур, Максим Боков и Евгений Варламов. През 1997 г. е капитан на отбора, но впоследствие лентата е предадена на Дмитрий Кузнецов. Валерий се превръща в един от символите на отбора от 90-те. Изиграва над 200 мача с „червено-синята“ фланелка, като до 2001 г. държи рекорда за най-много участия с „червено-синята“ фланелка.
През 2001 г. Павел Садирин започва да налага Денис Евсиков и Олег Корнаухов на фланговете в отбраната и Минко играе все по-рядко. След идването на Валери Газаев на треньорския пост е обявен за ненужен и през 2002 г. преминава в Кубан Краснодар. В мач с Динамо (Санкт Петербург) Валерий получава тежка травма на кръста, след което решава да сложи край на кариерата си.

## Национален отбор
Минко е европейски шампион до 18 г. в тима на СССР през 1990 г. През 1993 г. по време на мач за младежкия национален отбор срещу тима на Гърция се контузва тежко и му е изваден единият бъбрек. След тази травма Минко е извън терените 8 месеца, а до края на кариерата си играе със защитен корсет.
Изиграва 4 мача за националния отбор на Русия в периода 1996 – 1998 г.

## Успехи

### Клубни
- Шампион на СССР – 1991
- Купа на СССР – 1991
- Купа на Русия – 2001/02

### Национален отбор
- Европейски шампион до 18 г. – 1990

### Индивидуални
- В списък „33 най-добри“ – № 2 (1996, 1998, 1999)